# Guaribas
Guaribas é um município brasileiro localizado no estado do Piauí, na Região Nordeste do país. Localiza-se no sudoeste piauiense e sua população estimada em 2021 era de 4 573 habitantes.

## História
O núcleo populacional que originou a cidade que sedia o município de Guaribas foi formado a partir de uma fazenda existente na região que pertencia a Valentim José Alves, propriedade rural que seria herdada por seu filho Félix Alves, apelidado de Félix Guariba pelo fato de ele criar um macaco e andar sempre com ele nas costas. Em seguida, essa fazenda foi vendida para os irmãos Antônio Correia do Nascimento que decidiram nomear de "Guaribas" a povoação situada na fazenda em uma homenagem ao antigo proprietário do estabelecimento rural e que já era uma vila consolidada no começo do século XX.
A localidade de Guaribas pertencia originalmente ao município de São Raimundo Nonato. Em seguida, ela passa a fazer parte de Caracol até se emancipar desse município por meio da Lei estadual nº 4.680, de 26 de janeiro de 1994, quando o município de Guaribas foi formado com um território que reunia áreas desmembradas dos municípios de Caracol e de Bom Jesus.
O município de Guaribas foi criado em uma articulação política realizada no começo do ano de 1994, durante a gestão do governador Freitas Neto (PFL), que resultou na criação de 23 municípios e na implementação de outros 12 municípios que haviam sido criados apenas formalmente em 1989 pelo art. 35 do Ato das Disposições Constitucionais Transitórias da Constituição Estadual do Piauí, conforme se constata nos artigos 1º e 2º da Lei estadual nº 4.680/1994.
Em 3 de fevereiro de 2003, o município de Guaribas ganhou notoriedade nacional ao ser escolhido como projeto-piloto para a implantação do Programa Fome Zero, política pública criada pelo governo federal na gestão do presidente Lula da Silva (PT) com o objetivo de erradicar a miséria no Brasil através da transferência de renda a famílias que viviam na extrema pobreza, além da adoção de um conjunto de outras políticas sociais. O município foi escolhido para seu lançamento dessa política em razão ter o menor IDH do país na ocasião.
O impacto dessa política de inclusão e desenvolvimento social teria posto em evidência um município ignorado pelo estado brasileiro. Isto resultou em significativas mudanças socioeconômicas na localidade como o surgimento de equipamentos básicos que eram ausentes como a sua primeira agência dos Correios, a construção de moradias populares, além da circulação de capital estimular as primeiras iniciativas de empreendedorismo local, como a primeira lanchonete da localidade, o primeiro salão de beleza e outros estabelecimentos comerciais.

## Geografia
De acordo com a divisão regional vigente desde 2017, instituída pelo IBGE, o município pertence às Regiões Geográficas Intermediária e Imediata de São Raimundo Nonato. Até então, com a vigência das divisões em microrregiões e mesorregiões, fazia parte da microrregião de São Raimundo Nonato, que por sua vez estava incluída na mesorregião do Sudoeste Piauiense.

### Desenvolvimento Humano
Evolução do Índice de Desenvolvimento Humano de Guaribas:
- - 1991: 0,141[11]
  - 2000: 0,214[12]
  - 2010: 0,508[13]

O Índice de Desenvolvimento Humano Municipal de Guaribas é 0,508, em 2010. O município está situado na faixa de Desenvolvimento Humano com o índice Baixo, uma evolução quando comparado ao índice "Muito Baixo" do IDH relativo aos anos 1991 e 2000.
Componentes do IDH do município em 2010:
- - Educação: 0,381[14]
  - Renda: 0,483[14]
  - Longevidade: 0,711[14]

Em relação ao índice de Gini que avalia a desigualdade social, segundo o qual quando menor o valor mensurado, menor é a desigualdade, diferente do cálculo do IDH, houve a redução da desigualdade no município de Guaribas quando comparada aos índices anteriores, pois ele passou de 0,5788 em 2000 para 0,5763 em 2010.

## Organização político-administrativa
O Município de Guaribas possui uma estrutura político-administrativa composta pelo Poder Executivo, chefiado por um Prefeito eleito por sufrágio universal e pelo Poder Legislativo, institucionalizado pela Câmara Municipal de Guaribas, órgão colegiado de representação dos munícipes que é composto por 9 vereadores também eleitos por sufrágio universal.
De acordo com o art. 96 da Lei Orgânica do Município de Guaribas, a administração pública municipal é composta pelo chefe do Poder Executivo, pelos secretários municipais e pelos Diretores de órgãos a nível de Secretária, sendo estes últimos cargos em comissão nomeados pelo prefeito.

### Atuais autoridades municipais de Guaribas
- Prefeito: Joercio Matias de Andrade - MDB (2021/-)[18]
- Vice-prefeito: Joziel Alves - MDB (2021/-)[18]
- Presidente da Câmara: Jauro Dias Maia - PSD (2021/-)[18]

## Economia
De acordo com dados de 2019, o PIB per capita do município de Guaribas é de R$ 7.654,19.
Com uma economia precária desde sua emancipação, o município teve uma mudança drástica desde o advento do Programa Bolsa Família em 2003, pois esse conjunto de políticas públicas permitiu que houvesse tanto a arrecadação de tributos municipais em razão do fomento à circulação de moeda no comércio local com a transferência de renda, quanto a entrada de investimentos governamentais nos anos seguintes. O ingresso de capital possibilitou que fossem adotadas melhorias na infraestrutura municipal, como a instalação da rede elétrica, até então inexiste no local, e também a ampliação da rede de abastecimento de água. Também, constatou-se a otimização das condições de alimentação da população, além da redução das taxas de analfabetismo e acesso à rede de saúde.
Porém, as principais atividades econômicas são compostas pela agropecuária familiar, com o plantio de mandioca, feijão, milho e cana-de-açúcar, a criação de rebanho bovino, suíno, caprino, ovino, além da produção de mel de abelha; e, também, pelo setor de serviços (especialmente serviços públicos e comércio).
A população economicamente ativa era de 3.510 pessoas, sendo que 1.888 não possuíam rendimento, enquanto 1.622 pessoas possuíam algum rendimento.

## Infraestrutura
Tendo a AGESPISA como concessionária de saneamento básico, o município de Guaribas tem 53,65% das famílias residentes sem qualquer canalização de água em seu domicílio, propriedade ou terreno. Ainda assim, desde 2011, o município não registra mortes causadas por doenças relacionadas ao saneamento inadequado.

### Educação
O município de Guaribas apresentou uma evolução nos indicadores de alfabetização entre os anos de 2000 a 2010, quando reduziu a taxa de analfabetismo da sua população de 15 anos ou mais de idade de 59%, em 2000, para o índice de 34,8%, em 2010. Neste último ano, a taxa de escolarização das crianças e adolescentes de 6 a 14 anos de idade residentes no município era de 98,2%.
Em 2021, o município possuía 11 estabelecimentos de ensino fundamental, com 50 professores e 796 estudantes matriculados, e 1 estabelecimento de ensino médio, com 11 professores e 209 estudantes matriculados.
O ensino médio em Guaribas é oferecido pelo estabelecimento de ensino público chamado Centro Estadual de Educação Integral (CETI) Paulo Freire, estabelecimento gerenciado pelo Governo Estadual que está situado no bairro Fazenda, que apesar do nome se encontra na zona urbana de Guaribas. Além do ensino médio regular, o CETI Paulo Freire oferta turmas de EJA de nível Fundamental e de EJA de nível Médio.
De acordo com o ENEM de 2019, o desempenho dos alunos do CETI Paulo Freire fez com que esse estabelecimento escolar estive entre as seis melhores escolas da região geográfica imediata de São Raimundo Nonato em um universo de 19 estabelecimentos de ensino, incluindo nesta relação a escola particular Centro de Aprendizagem Avançada (CAA) e o Instituto Federal do Piauí ambas situadas em São Raimundo Nonato, e entre as quatro melhores escolas estaduais da mesma região, ficando atrás apenas do CETI Moderna (São Raimundo Nonato), da UE Letícia Macedo (Anísio de Abreu) e da UE EM Jurema (Jurema).
Além do alto desempenho no ENEM para os padrões regionais, o CETI Paulo Freire vem ganhando notoriedade regional no estado do Piauí ao promover junto aos seus estudantes campanhas educativas de combate à violência doméstica e contra a mulher, também com as campanhas educativas voltadas para o enfrentamento da desinformação na Internet (Projeto de Educação Midiática Fato ou Fake).